# Кальмар (лодка РИБ)
«Кальма́р» — серия надувных лодок РИБ (RIB) с жёстким днищем: «Кальмар», «Кальмар-компакт», «Кальмар-610», «Кальмар-610А», «Кальмар-650», «Кальмар-720». Эти лодки с 1999 года изготавливаются в петербургской фирме «Курс-Трейд» по проектам конструктора Бориса Ершова. Прототипом корпуса «Кальмара» послужил корпус моторной лодки «Дельта».

«Кальмар» — это наиболее крупная из отечественных надувных лодок с жёстким днищем, первая лодка «7-метрового» класса. Учитывая, что конструктор предусмотрел возможность установки на ней, по желанию заказчика, как подвесного мотора, так и стационарного двигателя, работающего на угловую колонку (или на водомёт), эту мотолодку можно с полным основанием назвать катером.

Выбор обводов делался с расчётом на обеспечение максимальной мореходности, высокой скорости и хорошей приёмистости катера.— 
«Кальмар» в качестве спасательного судна участвовал в обслуживании Международных соревнований по аквабайку в Петербурге в 1999 году.
«Кальмар» принимал участие в заезде мотолодок с мощными моторами в неограниченном классе на Четвёртой петербургской выставке «Бот-шоу 2001».

Его исключительную динамику, мореходность и фактически полное отсутствие влияния нагрузки на ходовые качества по достоинству оценили не только любители рыбалки и экстремального отдыха, но и службы МВД, МЧС и ГИМС, в распоряжении которых уже находятся несколько «Кальмаров».— 
| Технические характеристики   | Показатели |
| ---------------------------- | ---------- |
| Длина габаритная, м          | 7,1        |
| Ширина габаритная, м         | 2,8        |
| Высота борта, м              | 1,1        |
| Диаметр баллона, м           | 0,54       |
| Килеватость днища, град.     | 21         |
| Вес без ПМ, кг               | 680        |
| Грузоподъёмность, кг         | 1200       |
| Мощность ПМ, л.с.            | 90–250     |
| Скорость с ПМ 150 л.с., км/ч | 70         |

На основе модели каютного РИБа «Кальмар» были построены скоростные каютные катера «Фантом-II» и «Crosswind».

### Кальмар-компакт
Уменьшенный вариант «Кальмара» — «Кальмар-компакт» был спроектирован и изготовлен в 2001 году с учётом ограничений по габаритам, диктуемым Международным водно-моторным союзом (UIM) для лодок, участвующих в марафоне «24 часа Санкт-Петербурга» («White Nights Endurance»). Получившаяся компактная версия отвечает не только требованиям строгих комиссаров UIM и гонщиков, но и чаяниям простых потребителей. «Кальмар-компакт» завоевал репутацию одного из самых удачных отечественных РИБов.
Из корпуса «Кальмар-компакта» была построена «старшая» лодка № 7 команды «Yamaran-Мнёв», участвовавшей в экстремальном марафоне «24 часа Санкт-Петербурга» 2003 года.
В 2004 году катера «Кальмар-Компакт» приняты на вооружение ВМФ России под индексом «БЛ-680».
В 2007 году была разработана новая модель катера РИБ «Октопус-680», ориентированная на эксплуатацию в морских условиях, и принята на вооружение ВМФ России под индексом «БЛ-680Е».
В том же 2007 году с учётом требований ВМФ России была разработана модель «Наутилус», получившая индекс «БЛ-820».
В 2008 году технологическая оснастка и права на производство катеров РИБ «Кальмар-Компакт» («БЛ-680Е» и «БЛ-820») переданы ПКФ «Мнёв и К», которая осуществляет их поставку для ВМФ и МЧС России.
Кроме ПКФ «Мнёв и К» различные модификации лодки «Кальмар», в том числе со стеклопластиковыми, с легкосплавными корпусами, с надувными мягкими, с пенозаполненными секционными бортами…, производят компании «Специальные катера», «Лидер», "Тайфун", «Скоростные катера Мобиле Групп»…
На базе лодки «Кальмар-Компакт» («БЛ-680» по классификации ВМФ) созданы катер «БЛ-790А», безэкипажные катера (БЭК) «Сканда», «Тайфун-680»
На базе катера «Наутилус» («БЛ-820» по классификации ВМФ) создан катер «Наутилус-800» («БЛ-840» по классификации ВМФ).

### Кальмар-610

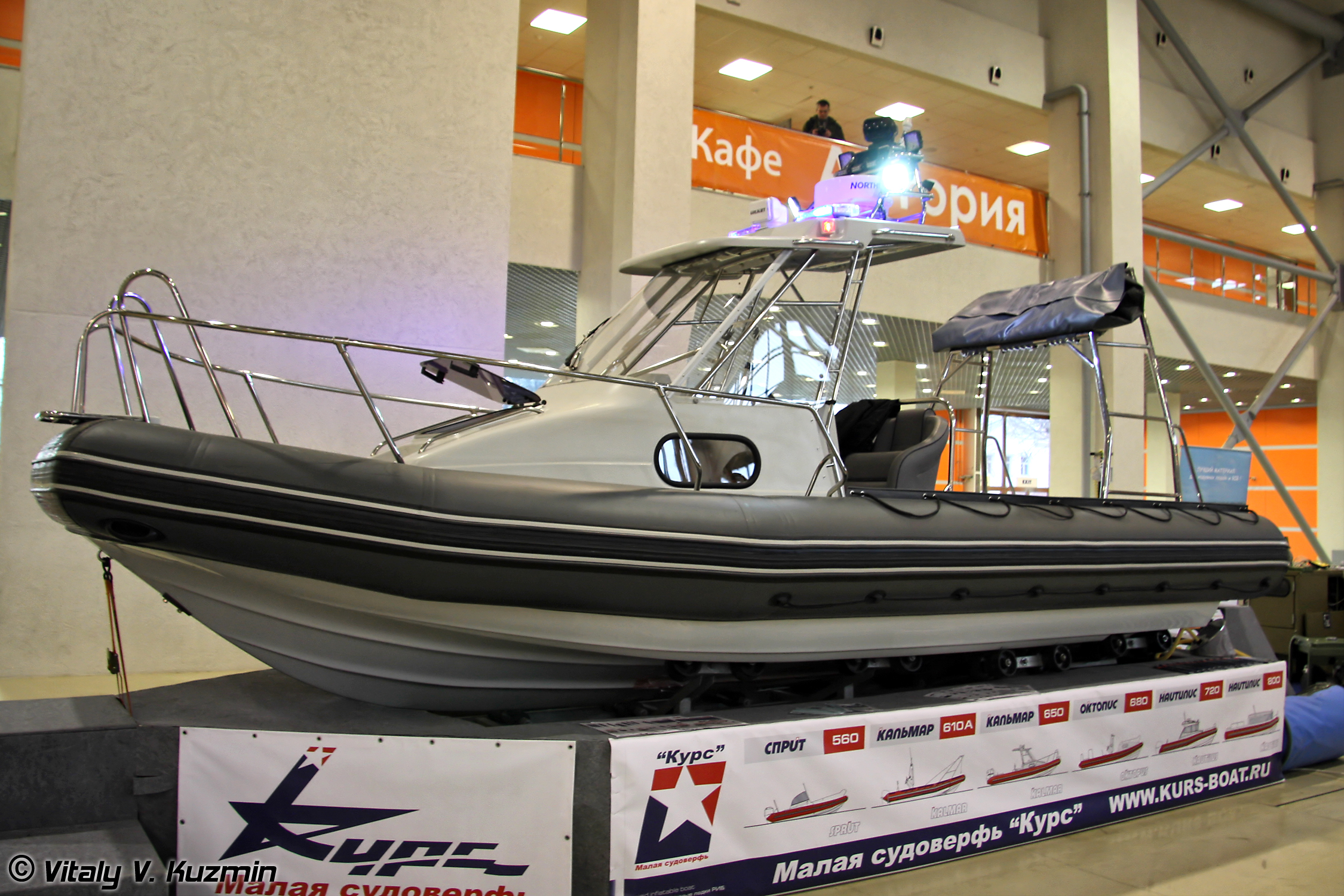
Кальмар-610

«Кальмар 610» (рабочее название «Азов») был разработан по заказу НИИ «Спецтехники» МВД РФ, как открытый спасательный катер повышенной мореходности. Предназначен для обеспечения безопасности проведения массовых мероприятий и соревнований на воде, выполнения функций малого спасательного или легководолазного катера (катера для дайвинга), буксировщика парашютиста или воднолыжника/вейкбордера. Так же он может быть интересен туристам, охотникам и для работы в небольших рыбопромысловых хозяйствах. В продаже встречается под названием «МРК-600А».

### Кальмар-610А
«Кальмар 610А» — это специализированный спасательный катер РИБ, оснащённый опускаемой носовой аппарелью. Был разработан в 1996 году совместно с ПКФ «Мнёв и К» по заказу НИИ «Спецтехника и Связь МВД РФ». Аппарель откидывается при помощи гидравлического привода вместе с носовой частью надувного баллона и образует плавучий слип для подъёма спасаемых и грузов из воды. На катере предусмотрено размещение носовой кран-балки с электрической лебёдкой. Наличие опускаемой аппарели существенно упрощает процедуру поднятия из воды различных тяжёлых объектов, а также спасения людей, имеющих травмы или ослабленных длительным пребыванием в воде.

### Кальмар-650
Каютный катер «Кальмар-650» разработан на базе открытой модели «Кальмар-610». Для установки мощного двигателя (необходимого более тяжёлому катеру) в каютном варианте жёсткий корпус был удлинён на 40 см по сравнению с первоначальным вариантом.